# Fongyi-Akademie

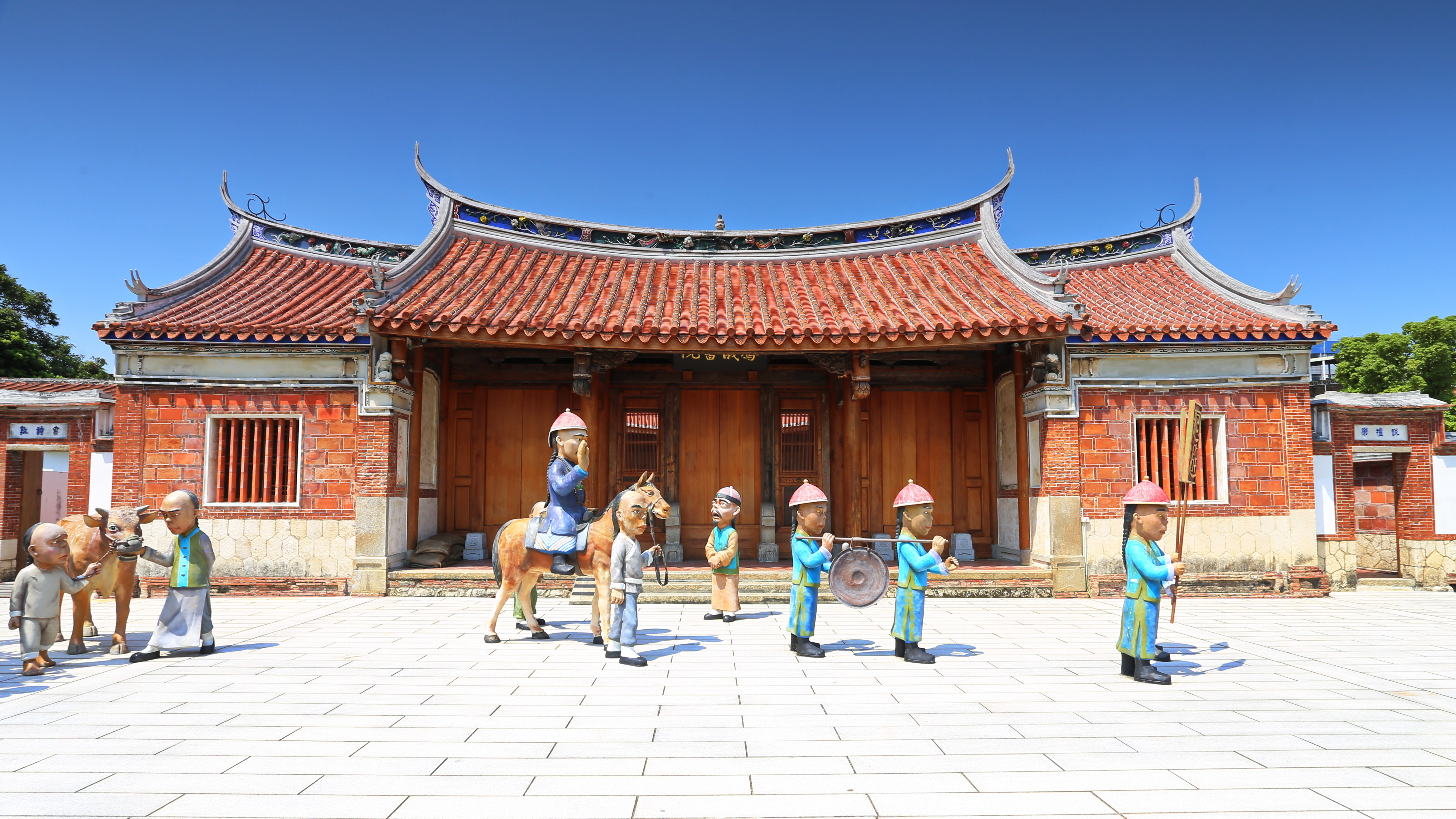
Der Vorplatz mit Figuren

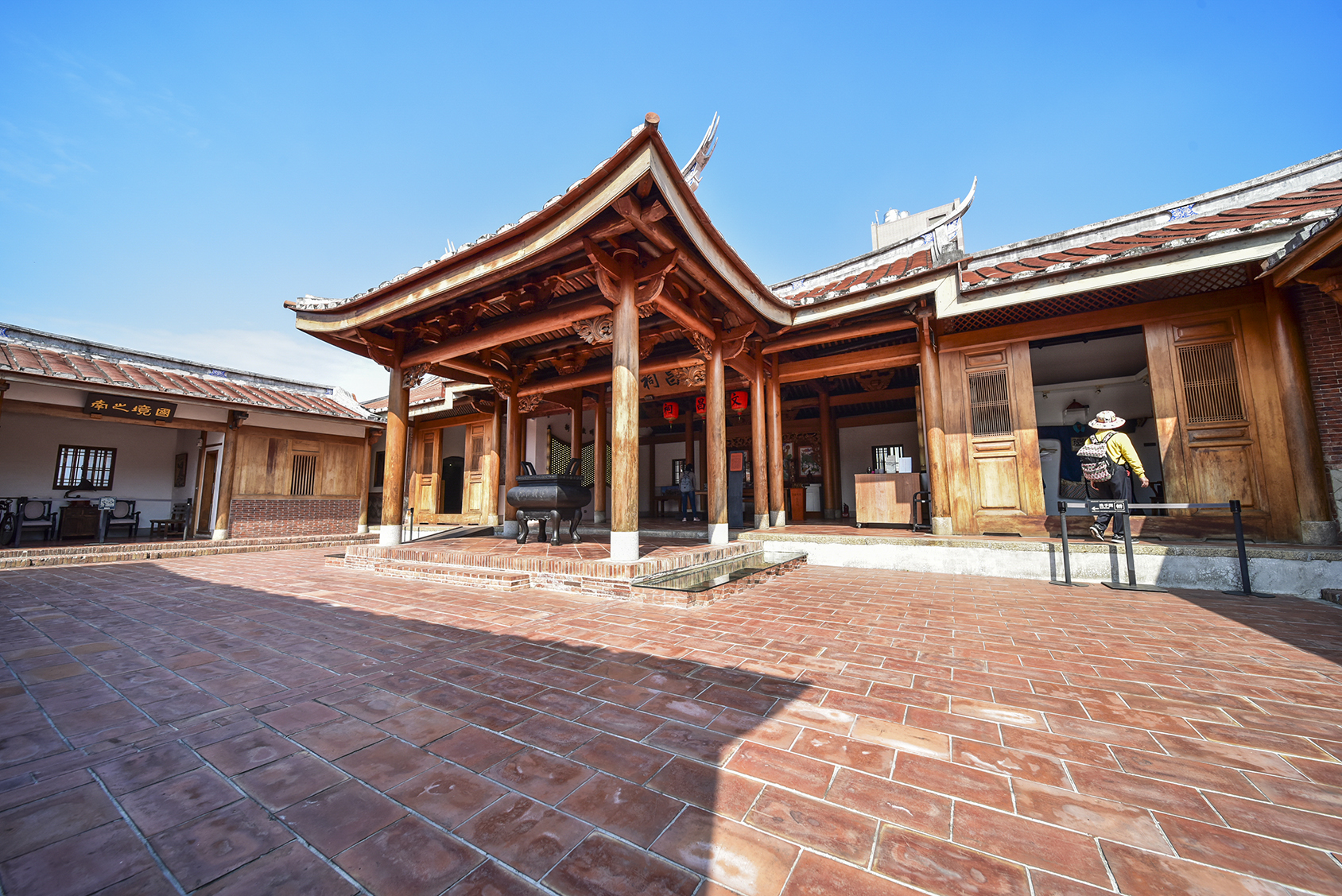
Im Innenhof

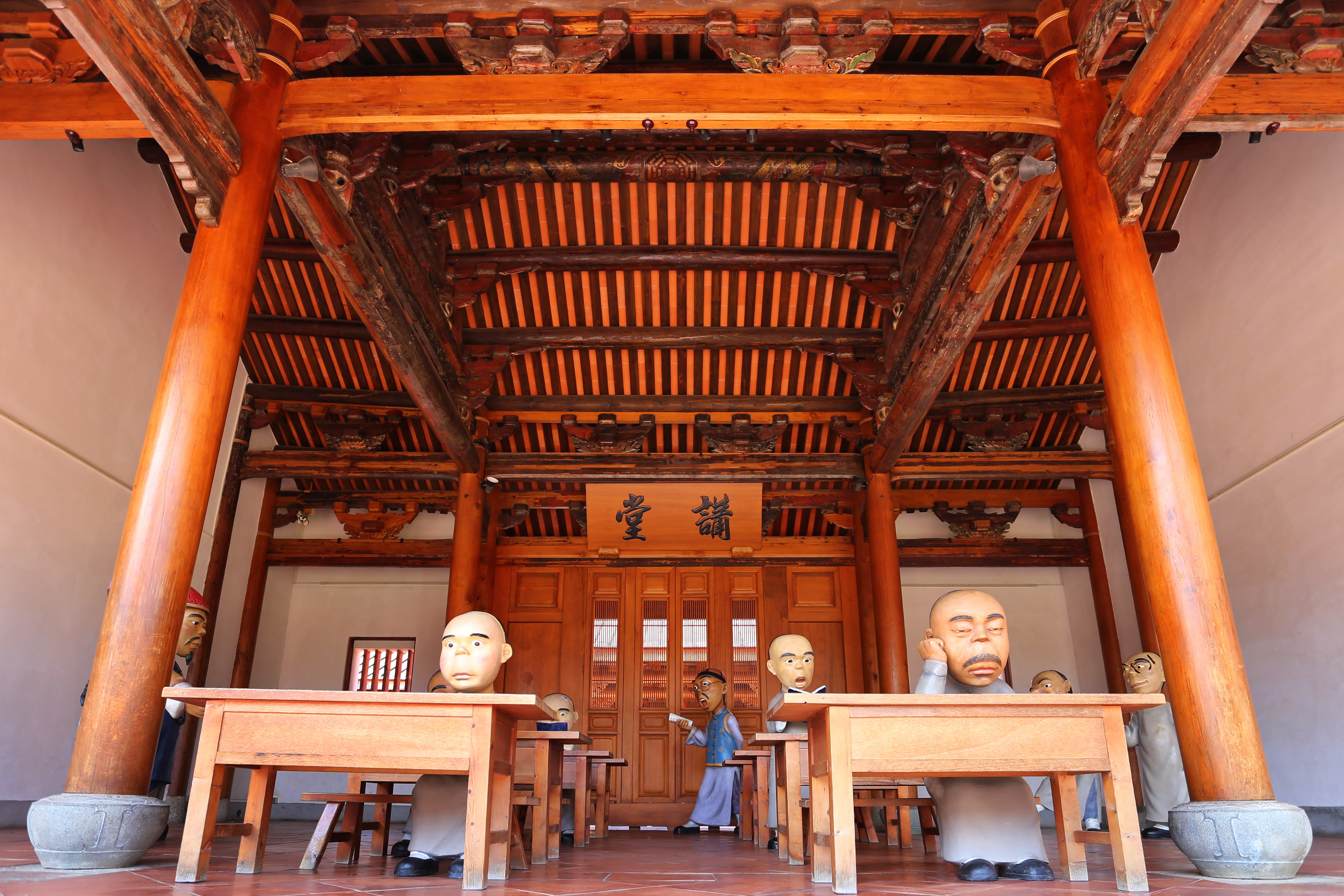
Unterrichtsraum mit nachgestellter Szene

Die Fongyi-Akademie (chinesisch 鳳儀書院 Fèngyí Shūyuàn) ist ein historisches Bildungsgebäude und eine touristische Attraktion im Bezirk Fengshan der taiwanischen Stadt Kaohsiung.

## Geschichte
Nachdem eine frühere Akademie auf dem Gebiet des heutigen Kaohsiung zur Zeit der Qing-Dynastie bei Unruhen zerstört worden war, wurde im Jahr 1814 die Fongyi-Akademie an ihrem heutigen Standort im Bezirk Fengshan errichtet. Sie diente als Bildungsstätte für Schüler aus zumeist wohlhabenden Familien. Vermittelt wurde klassische chinesische Bildung. Im Jahr 1891 wurde das Gebäude renoviert und auf 37 Räume erweitert, wodurch es zur räumlich größten Akademie Taiwans wurde.
Mit der japanischen Herrschaft über Taiwan verlor das klassische Bildungssystem an Bedeutung. Das Gebäude der Akademie wurde zu anderen Zwecken verwendet und verfiel. Nach dem Zweiten Weltkrieg wurde das Gelände vermietet, umgebaut und zu Wohnzwecken genutzt. Ab 2005 begann das Kulturamt des damaligen Landkreises Kaohsiung mit Plänen zur Restaurierung der Akademie. Nachdem die Nutzungsrechte für das Grundstück gesichert waren, begann die Umsiedlung der Bewohner. 2007 wurde die Restaurierung ausgeschrieben und 2011 abgeschlossen. Seit 2014 ist das Gelände für die Öffentlichkeit zugänglich.

## Beschreibung
Das Gelände der Fongyi-Akademie umfasst drei Teile. Die Front der Anlage bilden eine Schirm- oder Vormauer (照壁), zu deren Seiten sich zwei Eingänge befinden. Das Torhaus des rechten Eingangs ist mit den Schriftzeichen 登雲路 („Weg zu den Wolken“) überschrieben. Das Torhaus auf der linken Seite, das mit 步天衢 (Pfad zum Himmel) überschrieben war, ist heute nicht mehr vorhanden. Beide Mottos deuten auf gute Zukunftschancen durch Bildung hin.
Die Eingänge führen in einen geräumigen Vorhof, über den man zum inneren Haupttor (頭門) gelangt. Diesem gegenüber liegt die Unterrichtshalle (講堂). Sie ist vorne offen und enthält heute Nachbildungen von Schülerpulten in zwei Reihen. Links und rechts von der Unterrichtshalle verlaufen zwei Seitenflügel mit jeweils sechs Zimmern, die Schülern als Wohnräume (學舍) dienten. Man vermutet, dass sich drei oder vier Schüler ein Zimmer teilten.
Den hinteren Abschluss des Geländes bildet das Amtsgebäude (聽事), in dessen Mitte sich das Büro und links und rechts davon jeweils zwei Wohnräume für Lehrer befanden. Das Gebäude beherbergt einen Altar für Wenchang, den Gott der Bildung.
In unmittelbarer Nähe der Akademie befindet sich das ehemalige Prüfungsgebäude (試院) des Landkreises Fengshan, in dem während der Qing-Zeit die unterste Stufe der klassischen Beamtenprüfungen abgelegt werden konnte. Nicht weit von der Akademie befindet sich auch der Chenghuang (Stadtgott)-Tempel Fengshans.

## Verkehr und Öffnungszeiten
Die Fongyi-Akademie ist vom Bahnhof Fengshan aus in fünf bis zehn Minuten zu Fuß zu erreichen. Zum Bahnhof gelangt man mit der orangen Linie der Kaohsiunger U-Bahn und einigen Buslinien, z. B. der 25, 60 oder R30 (紅30). Die Öffnungszeiten sind dienstags bis freitags 10:30 Uhr bis 17:30 Uhr und samstags/sonntags von 10:30 bis 18:30 Uhr.